# Buchstapler
Der Begriff Buchstapler ist mehrdeutig.
1. Ein Buchstapler ist eine halb- oder vollautomatische Maschine zumeist am Ende des Herstellungsprozesses einer Buchstraße, die ein Durchlaufstapler sein kann oder ein Endstapler.
Die Aufstapelung fertiggestellter Bücher oder Zeitschriften in Handarbeit wurde mit der Automatisierung der Arbeitsabläufe in Druckereien in eine rationelle Sortierung, Verpackung und Stapelung der Produkte durch Maschinen übergeleitet.
Moderne Buchstapler können innerhalb eines sog. Inline-Systems flexibel eingesetzt werden. Sie stapeln Bücher oder Buchblocks in verschiedensten Kombinationen, üblicherweise direkt auf Paletten.

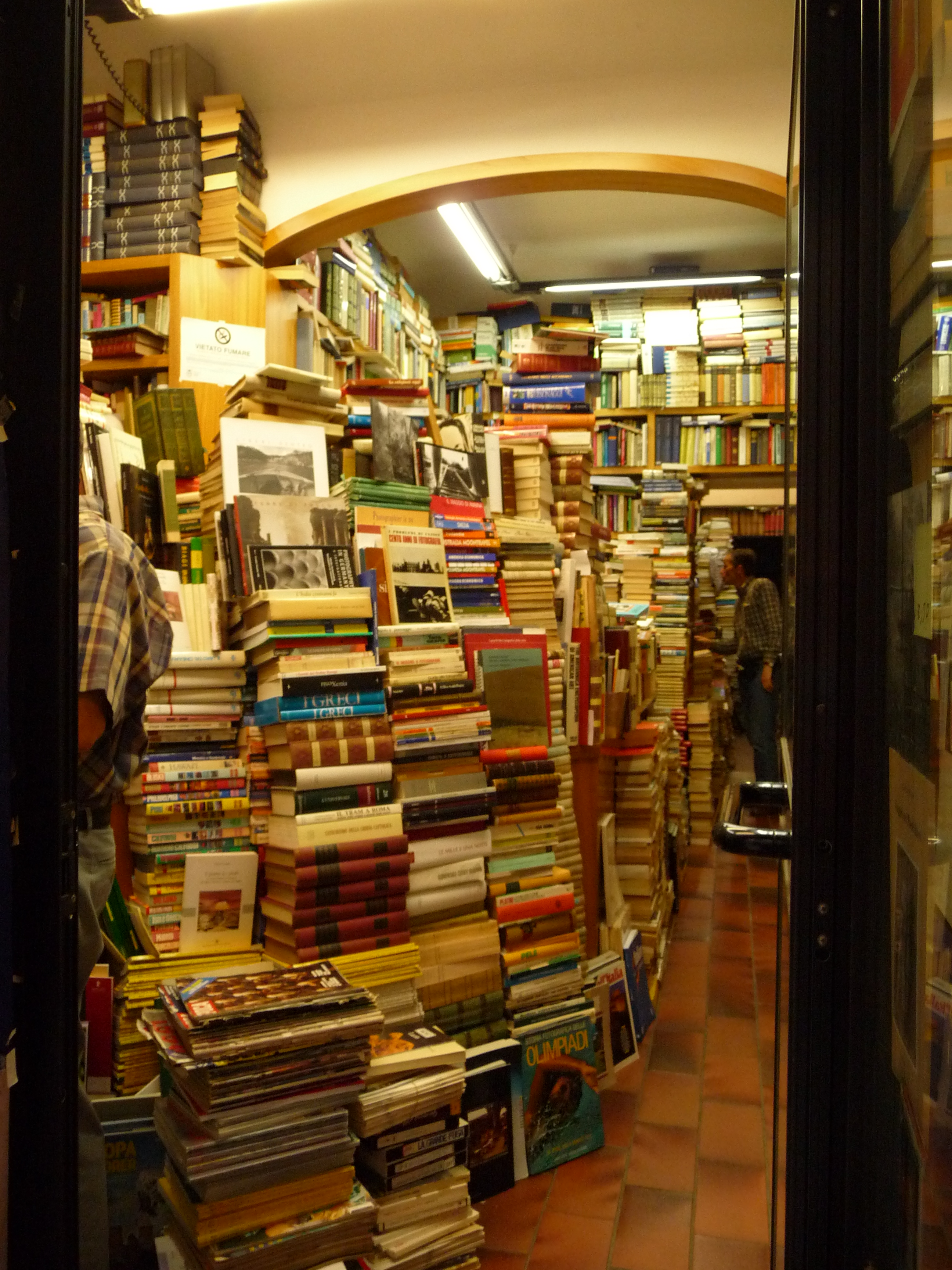
Bücherstapel in einem Buchladen in Florenz

2. Eine Person die Bücher stapelt, etwa ein Antiquar. →Stapelgut
3. Das identische Wort wird ebenfalls genutzt, um besondere Bücherregale zu beschreiben

## Trivia
Mit dem im englischen Sprachraum genutzten Wort «Stapler» bezeichnet man einen Tacker, die dazugehörigen Heftklammern werden «Staples» genannt. Die Tätigkeit des Stapelns wird mit «stacking» übersetzt, das Wort Buchstapler daher als «Book Stacker» übersetzt, die Bezeichnung Hochstapler hingegen mit dem Wort «Impostor».